# Oddział Partyzancki BCh Mścisława Górki
Oddział Partyzancki BCh „Mścisława Górki” – oddział partyzancki Batalionów Chłopskich z okręgu kieleckiego dowodzony przez Józefa Maślankę utworzony w czerwcu 1944.

## Historia oddziału
Oddział powstał z inicjatywy działaczy Rocha i partyzantów Batalionów Chłopskich. Działał w powiatach pińczowskim i stopnickim. Początkowo nosił nazwę Samodzielny Oddział Batalionów Chłopskich.
Oddział był uzbrojony w broń ze zrzutu przeznaczonego dla Armii Krajowej, który przejęli partyzanci BCh. W drugiej połowie maja 1944 r., po rozmowach przedstawicieli okręgu, doszło do połączenia oddziału BCh z oddziałem AL. Kilka tygodni przedtem w lesie na Grabach i Pysku oraz we wsiach Lubowiec i Graby odbywały się ćwiczenia miejscowych placówek BCh. W przeglądzie garnizonów wziął udział komendant okręgu AL - Franciszek Kucybała, dowódca batalionu rezerwowego, a równocześnie członek sztabu okręgu AL - Józef Saturn, sekretarz PPR - Władysław Jaworski i Zygmunt Bieszczanin. W pierwszych dniach czerwca 1944 r. połączone oddziały przeszły w lasy staszowskie, kwaterowały przez kilka dni w rejonie Jastrzębca, wykonując w tym czasie akcję na magazyny niemieckie w Stopnicy, gdzie skonfiskowano żywność i lekarstwa. Około 10 czerwca przeszły w rejon Kurozwęk, gdzie zorganizowano kilka zasadzek na tabory i mniejsze oddziały niemieckie na szosie Staszów-Busko. W tym samym czasie w lasach staszowskich zrzucony zostaje kilkudziesięciosobowy oddział skoczków, skierowany przez Polski Sztab Partyzancki, pod dowództwem mjr. Józefa Sobiesiaka - ps. „Maks”, „Bronicz”. Oddziały nawiązały z nimi kontakt, w rezultacie czego otrzymały od mjr „Maksa” trzech specjalistów minerów z ppor. Antonim Dobrowolskim na czele, oraz 15 sztuk automatów PPSz, 2 - PPS, kilkanaście karabinów i około 200 kg trotylu. W zamian oddział przekazał skoczkom kilkudziesięciu ludzi, którzy łącznie stworzyli Brygadę Grunwald. Po dwóch dniach wspólnego pobytu w rejonie wsi Swoboda oddział przeszedł w rejon Skrobaczowa. Po nawiązaniu współpracy z Armia Ludową i podporządkowaniu się dowództwu AL na zasadach autonomicznych, oddział został doposażony w broń ze zrzutu radzieckiego. W tym czasie do oddziału dołączyło kilku żołnierzy Armii Czerwonej uciekinierów z obozów jenieckich oraz kilku skoczków spadochronowych.    
Bechowcy współdziałając z oddziałem AL dowodzonym przez Zygmunta Bieszczanina dokonali kilku zasadzek na drodze ze Staszowa do Stopnicy zdobywając broń i amunicję. W czasie kwaterowania pod Skrobaczowem oddział pod nieobecność Józefa Maślanki 17 lipca 1944 został zaatakowany przez 204 pułk Narodowych Sił Zbrojnych. W czasie bratobójczej walki zginęło 5 ludzi, a 8 odniosło rany.
- Osobny artykuł: Potyczka pod Skrobaczowem.